# 門脇健
門脇 健（かどわき けん、1954年 - ）は、日本の哲学者。大谷大学名誉教授。専門は宗教哲学・宗教学。主な研究分野はヘーゲルの宗教哲学。福井県越前市広瀬町の真宗大谷派 善久寺住職。

## 経歴・人物
1954年武生市（現 越前市）真宗大谷派 善久寺に生まれる。京都大学文学部より、同大学院文学研究科にて宗教哲学を学び、1986年3月博士後期課程（宗教学専攻）満期退学。
1988年から1991年まで福井工業高等専門学校 助教授、1991年より京都にある浄土真宗系の仏教系大学である大谷大学文学部助教授をつとめ、2002年より同学部教授。2010年より同学部、学監・文学部長となる。教鞭をとりつつ、越前市の善久寺で住職をつとめる。
2020年3月定年により退任（2月22日に最終講義：講題「想えば遠くに来たもんだ — ヘーゲル、ハムレットそれに親鸞が出会うところ」）、名誉教授の称号を得る。退任後、週一回非常勤で京都へ行き、大谷大学での講義を行う。

## 著書

### 単著
- 『哲学入門 死ぬのは僕らだ！：私はいかに死に向き合うべきか』KADOKAWA〈角川SSC新書 193〉、2013年。ISBN 978-4047316171。[9][10]

### 編著・共編著
- 『仏教とキリスト教の対話III：浄土真宗と福音主義の信仰』共編：ハンス-マルティン・バールト(Hans-Martin Barth)ほか2名、法藏館、2004年。ISBN 978-4831871190。
- 『揺れ動く死と生：宗教と合理性のはざまで』共編：ジャン・ボベロ(Jean Baubérot)[11]、晃洋書房、2009年。ISBN 978-4771020429。 ※2006年11月30日から2日間、大谷大学で開催された大谷大学真宗綜合研究所とフランス国立高等研究院の合同シンポジウム「宗教と近代合理的精神 - 日仏文化の比較を通して」の記録[12]

### 共著
- 『人間といういのちの相(すがた) III：今、いのちがあなたを生きている』東本願寺出版部(真宗大谷派宗務所出版部)、2010年。ISBN 978-4834104172。
  - 担当執筆：第11話・第12話「今、葬儀を考える」(前・後編)[13]
- 『シャーマニズムの諸相』勉誠出版〈アジア遊学 141〉、2011年。ISBN 978-4585226079。
  - 担当執筆：第3章 ヨーロッパのシャーマニズム「死者の声を聴くヘーゲル」[14]
- 『仏教のミカタ 2：仏教から現代を考える31のテーマ』真宗大谷派(東本願寺出版部)、2023年4月12日。ISBN 978-4834106725。
  - 担当執筆：p.74：「仮想現実」が問いかけるもの ― 色や形、そして言葉によって世界を生きる私たちは、この世界から覚醒することは不可能であるという覚醒。[15]

### 翻訳
- フロイト『トーテムとタブー：1912-13年』共訳：須藤訓任、岩波書店〈フロイト全集 12〉、2009年。ISBN 978-4000926720。
  - 担当翻訳：「トーテムとタブー：未開人の心の生活と神経症者の心の生活における若干の一致点について 」[16]

### 論文
- 「和解：ヘーゲルと『ハムレット』」『宗教哲学研究』第4巻、大谷大学図書館・博物館、1987年、69-83頁、doi:10.20679/sprj.4.0_69。
- 「劇としての『精神現象学』： へーゲルの見た『ハムレット』」『哲學研究』第47巻第12号、京都哲學會 (京都大學文學部内)、1987年9月20日、2199-2234頁、doi:10.14989/JPS_47_12_2199。
- 「無常或いは無限性ということ：ヘーゲルの観た"ゴルゴダのハムレット"」『宗教研究』第62巻第2号、日本宗教学会、1988年9月、151-173頁、NAID 40001722334。
- 「倉田百三と亀井勝一郎」『近代文学と仏教』岩波書店〈岩波講座日本文学と仏教 第10巻〉、1995年。ISBN 978-4000105903。[4]
- 「知への欲求」『欲望・身体・生命：人間とは何か』昭和堂、1998年。ISBN 978-4812297148。[4]
- 「霊はどこを徘徊するか : カント、シラーそしてヘーゲルの場合(<特集>スピリチュアリティ)」『宗教研究』第84巻第2号、日本宗教学会、2010年、255-281頁、doi:10.20716/rsjars.84.2_255。
- 「宗教の門の前で」『宗教哲学研究』第32巻、宗教哲学会、2015年3月31日、17-29頁、doi:10.20679/sprj.32.0_17。
- 「ヒトと宗教〈公開シンポジウム〉」『宗教研究』第92巻別冊、共著：松沢哲郎・鷲田清一、日本宗教学会、2019年3月30日、12-21頁、doi:10.20716/rsjars.92.Suppl_12。 ※執筆：p.19-21 「死を内包した人間」
- 「物語の功徳：私と浄土の出会うところ（講演 第二十六回 真宗大谷派教学大会）」『真宗教学研究』第41号、真宗教学学会、2020年7月、18-32頁、NAID 40022314499。
- 門脇健 - CiNii Research
- INBUDS > 門脇健（論文7本） 2024年2月2日閲覧。
- 大谷大学学術情報リポジトリ > 門脇健（PDF）.2024年2月2日閲覧。